# 2020年東京パラリンピックのルワンダ選手団
2020年東京パラリンピックのルワンダ選手団は、2021年8月24日から9月5日まで日本の東京で開催された2020年東京パラリンピックルワンダ選手団の名簿。

## 選手団
- 人員: 選手 14人
- 開会式旗手: ヘルマス・ムヴニ

## 種目別選手・スタッフ名簿及び成績

### 陸上
| 選手                         | 種目           | 結果         | 順位 |
| ---------------------------- | -------------- | ------------ | ---- |
| ヘルマス・ムヴニ             | 男子1500m T46  | 4分00秒46 PB | 8位  |
| クラウディン・ウウィティジェ | 女子砲丸投 F41 | 5.87m PB     | 11位 |
| クラウディン・ウウィティジェ | 女子円盤投 F41 | 19.66m PB    | 10位 |

### シッティングバレーボール
| チーム   | 種目 | グループ戦1            | グループ戦2 | グループ戦3  | グループ順位 | 準決勝         | 決勝/順位決定戦 | 順位 |
| -------- | ---- | ---------------------- | ----------- | ------------ | ------------ | -------------- | --------------- | ---- |
| ルワンダ | 女子 | アメリカ合衆国 · L 0–3 | RPC · L 0–3 | 中国 · L 0–3 | 4位          | グループ戦敗退 | 日本 · W 3–0    | 7位  |

出場選手
- アグネス・ニランシミイマナ
- カーリン・クウィゼラ
- クラウディン・バズバギラ
- クラウディン・ムレブワイレ
- クレモンティーヌ・ウムトニ
- ザニンカ・ヌクゼ
- サンドリン・ニラムバルシマナ
- シャンタル・ムトゥイマナ
- ソランゲ・ニラネザ
- ホシアナ・ムリサ
- リリアナ・ムコブウォンカウェ
- ルイーズ・ムギルワナケ